# Fast Feeder Containership
Mit Fast Feeder Containership wird eine Serie äußerst unkonventioneller Containerschiffe des Typs NG254 FFB bezeichnet. Die Schiffe sind auch als Containerfregatten bekannt geworden.

## Geschichte
Das Konzept des vor allem für seine Entwürfe schneller Yachten bekannten britischen Schiffskonstruktionsbüros Nigel Gee & Associates lieferte die Grundlage des bei seinem Bau außergewöhnlich schnellen lukendeckellosen Schiffstyps. Der Entwurf eines wahlweise besonders schnellen Feederschiffs bzw. kleinen Liniencontainerschiffs wurde in Zusammenarbeit der Schweizer Reederei Norasia Lines und der Howaldtswerke-Deutsche Werft in Kiel entwickelt.

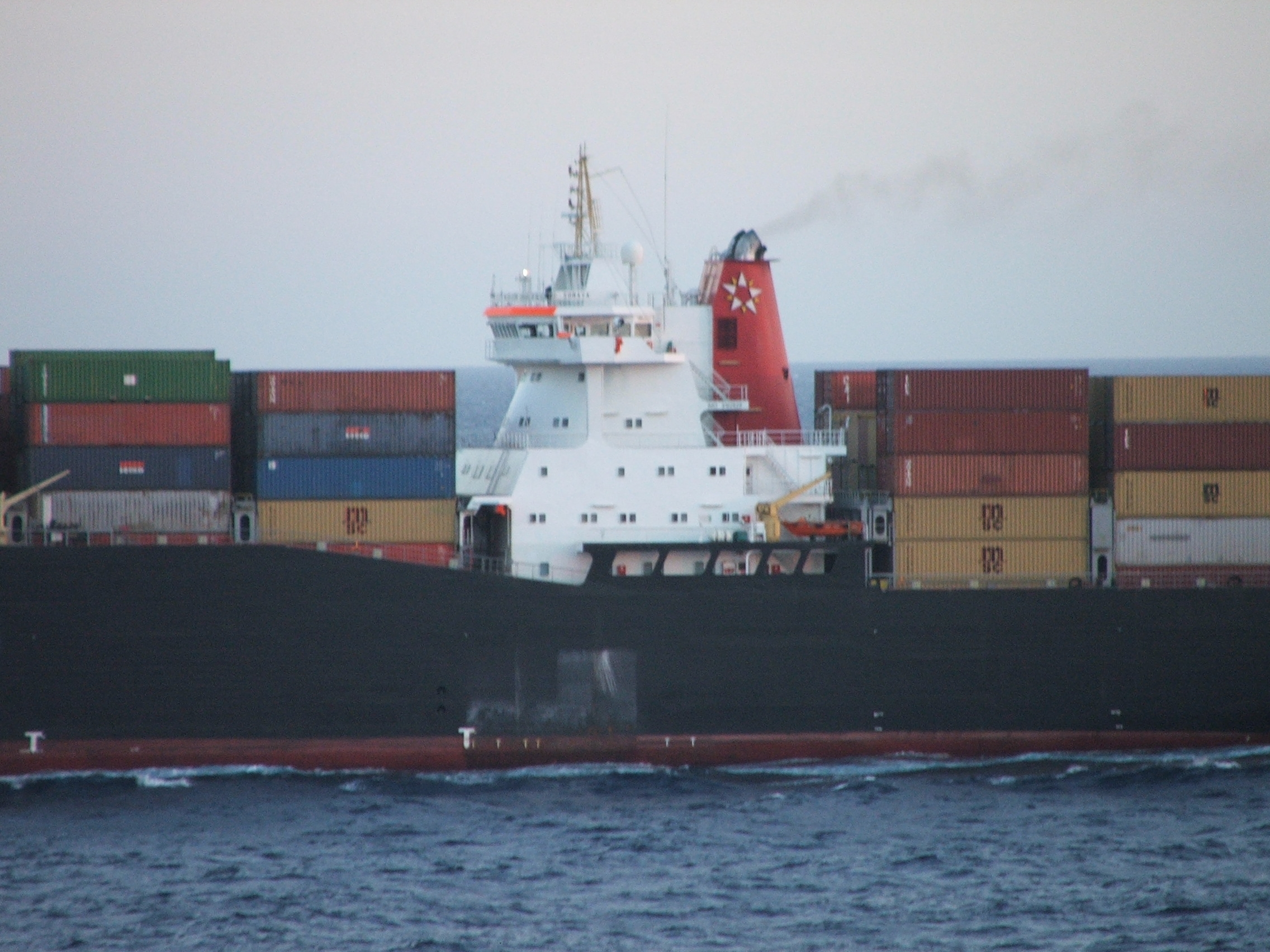
Aufbauten des Schiffs

Als erstes Schiff der Baureihe bauten die Howaldtswerke 1998 die Norasia Samantha für die Eignergesellschaft Samantha Shipping. Sie wurde im Juni 1998 fertiggestellt und von Norasia Lines übernommen. Danach trat das auffällig gestaltete Schiff mit seinem stromlinienförmigen Aufbau seine Jungfernreise auf dem Canada Express Service von Zeebrügge nach Montreal an, auf der es mit einer Geschwindigkeit von 26,15 Knoten einen Geschwindigkeitsrekord für Frachtschiffe aufstellte. Nach diesem Typschiff folgten auf der HDW noch vier gleiche Schwesterschiffe des Typs: Norasia Savannah, Norasia Salomb, Norasia Sheeba und Norasia Scarlet. Weitere fünf Schwesterschiffe baute von 1999 bis Ende 2000 die chinesische Werft Jiangnan Shipyard in Zhangjiagang. Es waren die Norasia Sultana, Norasia Selina, Norasia Shereen, Norasia Salwa, und Norasia Sabrina. Die in China gebauten Einheiten unterscheiden sich in einigen Punkten von den HDW-Bauten. Die deutschen Bauten erhielten zwei Dieselmotoren des Typs MAN SE 9L 58/64 als Hauptmotoren, die chinesischen Einheiten stattdessen jeweils zwei Sulzer 16VZAV40S. Auch äußerlich gibt es Unterschiede – so besitzen die Jiangnan-Einheiten im Vorschiffsbereich eine dreieckige Auslassung in der Außenhaut, die bei den in Kiel gebauten Schiffen durchgehend gerade und geschlossen ausgeführt wurde. Darüber hinaus ist das Freifallrettungsboot bei den HDW-Bauten in die achtere Cellguides-Struktur eingepasst, bei den chinesischen Schiffen befindet sich im oberen Bereich des Heckspiegels eine über die gesamte Decksbreite reichende Plattform, auf der das Gerüst des Rettungsbootes aufbaut.
Technische Probleme der ganzen Baureihe, insbesondere mit den von Schelde-Naval zugelieferten Getrieben führten aber in der Folge immer wieder zu Ausfallzeiten und finanziellen Verlusten, woraufhin die ganze Reederei Norasia in Schieflage geriet. Die Norasia Samantha und die anderen Schiffe der Baureihe wurden im Jahr 2000 an Abu Dhabi Container weiterveräußert und gingen danach zumeist durch mehrere Hände. Alle verbliebenen Einheiten der Serie gehören heute der schweizerischen Mediterranean Shipping Company (MSC).
Im Jahr 2012 wurden die erst 1999 und 2000 als Norasia Sultana und Norasia Shereen bei Jiangnan gebauten Schiffe als erste Einheiten der Baureihe wieder verschrottet. 2013 folgte die 1999 gebaute Norasia Selina, sodass ab 2013 noch sieben Schiffe in Fahrt waren.

## Die Schiffe
| Fast Feeder Containership    | Fast Feeder Containership | Fast Feeder Containership | Fast Feeder Containership | Fast Feeder Containership |
| Bauname                      | Bauwerft/ Baunummer       | IMO- Nummer               | Ablieferung               | Spätere Namen und Verbleib |
| ---------------------------- | ------------------------- | ------------------------- | ------------------------- | --- |
| Norasia Samantha             | HDW/336                   | 9169029                   | Juni 1998                 | 2000 ADCL Samantha, 2001 Ayrshire, 2003 Safmarine Prime, 2004 Ayrshire, 2004 Lykes Crusader, 2005 MSC Edith, Anfang November 2007 vor der Südinsel Neuseelands manövrierunfähig, Notankerung und repariert |
| Norasia Savannah             | HDW/337                   | 9169031                   | 1998                      | 2000 ADCL Savannah, 2001 Cheshire, 2004 MSC Marylena |
| Norasia Salome               | HDW/338                   | 9169043                   | 8. Oktober 1998           | 1999 Norasia Shamsha, 2000 ADCL Shamsaa, 2001 Oxford, 2005 MSC Caitlin |
| Norasia Sheba                | HDW/339                   | 9169055                   | 1998                      | 2000 ADCL Sheba, 2002 Warwick, 2003 MSC Malaysia, 2004 MSC Adriana, MSC Adriana II |
| Norasia Scarlet              | HDW/340                   | 9169067                   | 29. Januar 1999           | 2000 ADCL Scarlet, 2001 Buckinghamshire, 2005 MSC Mia Summer |
| Norasia Sultana              | Jiangnan/2240             | 9162605                   | 1999                      | 2000 ADCL Sultana, 2001 Perth, 2004 Lykes Master, 2005 CP Master, 2006 Perth, 2008 MSC Kiwi, 2010 Ocean Producer, 2012 Ocean, ab 24. Mai 2012 verschrottet                                                 |
| Norasia Selina               | Jiangnan/2241             | 9162617                   | 1999                      | 2000 ADCL Selina, 2001 Hertford, 2008 Ocean Provider, 2008 MSC Provider, 2013 Pro, ab Mai 2013 in Alang verschrottet                                                                                       |
| Norasia Shereen              | Jiangnan/2242             | 9162629                   | 2000                      | 2000 ADCL Shereen, 2001 Lancashire, 2003 City Of Salerno, 2003 Lancashire, 2004 MSC Beatrice, 2004 Beatrice I, 2005 Soraya, 2012 Ora, ab 5. November 2012 in Alang verschrottet                            |
| Norasia Salwa                | Jiangnan/2243             | 9162631                   | Juli 2000                 | 2000 ADCL Salwa, 2002 Lincoln, 2004 MSC Asli |
| Norasia Sabrina              | Jiangnan/2244             | 9162643                   | November 2000             | 2000 ADCL Sabrina, 2001 Shropshire, 2004 MSC Lea |
| Daten: Equasis, grosstonnage |                           |                           |                           | |